# Лукьянов, Виктор Евгеньевич
Виктор Евгеньевич Лукьянов (19 августа 1957, Москва) — российский художник-реалист. Почетный академик Российской Академии Художеств, вице-президент Международной академии творчества, участник Творческого объединения «Новые передвижники».
Член Московского отделения ВТОО «Союз художников России» (с 2007 года).

## Биография
Родился в Москве 19 августа 1957 года.
С раннего возраста отличался  гуманитарными способностями и любовью к рисованию (отмечалось в характеристиках).  По окончании школы в 1973 году поступил в Московский топографический политехникум (в Колобовском переулке). Специальность - картография и топография.
С 1973 по 1982 гг. занимался в различных студиях - в МГПИ им. Ленина у М. Кукунова, при ДК МАИ и в других.
С 1974 по 1982 гг. приватно обучался под руководством  живописца и педагога – Дмитрия Васильевича Пашинцева (1914-1982).
С 1975 по 1977 гг. проходил срочную воинскую службу в рядах Советской Армии в танковых войсках Забайкальского Военного Округа.
Воинскую службу  активно сочетал с общественной деятельностью. Командование поручало ему художественное оформление воинской части, писал портреты членов Политбюро, военно-начальников; оформлял красные уголки, клуб, территорию воинской части. Являлся корреспондентом Забайкальской военной многотиражки, где регулярно публиковались его статьи, карикатуры, портреты сослуживцев и пейзажи Забайкалья.
В 1975 году по результатам публикаций стал победителем конкурса, объявленного газетой, на лучший рисунок. За время службы в армии  по просьбе руководства города Читы неоднократно готовил праздничное оформление центральной площади и мест народного гуляния, оформлял наглядную агитацию пионерских лагерей Читинской области. В коллекции художника есть этюды, портреты сослуживцев, пейзажи и сюжетные сцены армейской жизни, написанные в годы службы.
После демобилизации из армии он продолжил брать уроки у своего учителя, вернулся в Московский топографический политехникум, где работал и одновременно окончил учебу.
С июля 1981г зачислен старшим техником в НИИМП (Научно-исследовательский институт мясной промышленности, г. Москва).
Занимался оформительской работой и наглядной агитацией. На общественных началах оформлял сцены к спектаклям и концертам, художественно осуществлял праздничное оформление, проводил персональные выставки живописи.  Неоднократно становился лауреатом различных конкурсов и отмечался именными подарками и грамотами.
Начало конца СССР встретил в городе Коломне с большой персональной выставкой, посвященной 1000-летию крещения Руси, в ГВЗ «Дом Озерова» в 1988 году.
Весь 1989 год провел в Болгарии. Создал более 300 произведений и провел ряд персональных выставок в Пловдиве (музей «Балабанова Кышта», «Дом профсоюзов», завод «Коча Честименский»), также в других городах Болгарии: Сопот, Аксеновград, Созополь.
По возвращении продолжил индивидуальную творческую деятельность, самостоятельно арендуя мастерские, совершая творческие поездки по стране и совершенствуя свое мастерство на индивидуальных пленэрах – 1990-1991гг по Волге и Оке (Нижний Новгород, Васильсурск, Углич, Павлово-на-Оке, Горбатов, Дзержинск и др.), два месяца в Туркмении, по реке Онеге (Вологодский кремль, Кирилло-Белозерский монастырь, и др. места), по городам Золотого Кольца. По результатам пленэров проводил выставки по согласованию с местной администрацией.
В 1990 году длительное время (6 месяцев) работал в Югославии (Белград).
За годы моей творческой деятельности написал сотни портретов, пейзажей и натюрмортов, многие работы были утрачены, часть работ осталась в местных музеях и частных коллекциях.
В 2000 году вступил в Творческий союз художников России, а в 2001 году – в Международный художественный фонд.  С 2007 года – член Союза художников России.
В 2002 году избран в состав Международной академии творчества член-корреспондентом, в 2005 году – действительным членом.
В 2008 году избран вице-президентом Академии и руководителем отделения искусств.
С 2000 года являлся членом Общественного Совета Академии управления МВД РФ.
Дипломант (2000г.), лауреат (2001г.), призёр (2002г.), Гран-при (2003г.) ежегодной Московской выставки-конкурса современной живописи «Золотая кисть».
2004-2012гг. – член Художественного совета ежегодной Московской выставки-конкурса современной живописи «Золотая кисть».
В 2009 году избран почетным членом Российской академии художеств, художник-живописец.
В 2016 году становится  членом жюри детского конкурса «Делай добро»  Фонда «Национальный Фонд Развития Реабилитации».
Художник принял участие в ряде значительных международных мероприятий, таких как 2-я Неделя (2003), 7-я Неделя (2008) и 10-я Неделя (2011) культур зарубежных стран в Париже.
С 2015 года по настоящее время является председателем художественного совета и автором ежегодного культурно-просветительского проекта «Московский конкурс-пленэр живописных произведений «Старая Москва» при поддержке ГБУ «Московский дом национальностей» и Российской академии художеств.
В 2015 приглашен Членом жюри XIIIМеждународного Московского рождественского конкурса-фестиваля детского изобразительного творчества «Вифлеемская звезда».
В 2019 году избран вице-президентом Международного Художественного Фонда.
В 2021 выступил Членом Жюри Международного Конкурса детской карты мира имени Барбары Печеник Международной картографической ассоциации
Ведёт активную творческую и общественную работу. Организовал более 100 персональных выставок в России и за рубежом.

## Международное сотрудничество
С 2002 года по линии Росзарубежцентра (ныне Россотрудничество) активно представлял современное российское искусство (персональные культурно-просветительские проекты, выставки живописных работ) за рубежом в Российских Центрах науки и культуры: Сарагоса (2001), Париж (2003, 2005, 2008, 2011), Берлин (2004), Люксембург (2004, 2005, 2013), Хельсинки (2006), в посольстве России в Великом Герцогстве Люксембург (2014, 2015, 2016, 2017).
В 2016 годы приглашен членом жюри III Международного Конкурса детского творчества «Колумбия и Россия: родные улочки глубинки», Посольство Республики Колумбия в РФ. Организатор: Посольство Республики Колумбия В РФ. ГБУ «Московский дом национальностей», 17.10.2016 – церемония награждения.

## Награды
Серебряная медаль Творческого союза художников России (2008г.),
Золотая медаль им. Н.И. Сац (2008г.)
Почетный знак Международной академии творчества (2007г.),
Серебряная медаль Первого Международного салона искусств «Путь единства» (2008г.),
орден Славы Международной академии творчества (2018),
Памятный знак «За укрепление межнационального единства (ГБУ «Московский дом национальностей», 01.10.2018), за значительный вклад в укрепление межнациональных отношений.
Отмечен грамотами, дипломами, благодарностями и благодарственными письмами от Российской Академии художеств, Комитета Культуры Государственной Думы РФ, Московской государственной думы, ГБУ «Московский дом национальностей», Музея истории Москвы, Информационного Центра ООН, Российских Центров науки и культуры в Париже, Берлине, Люксембурге и Хельсинки, Академии ФСБ РФ, Пограничной Академии ФСБ РФ, Академии Управления МВД РФ и других организаций.
Лауреат и призёр российских и международных конкурсов живописи. Дипломант (2000), лауреат (2001) в номинации «За духовность в изобразительном искусстве» и призёр (2002) Московской художественной выставки-конкурса современной живописи «Золотая Кисть». В 2003 удостоен Гран-при Конкурса

## Выставки

### Персональные выставки
2022
«Старая Москва. Замоскворечье» Культурно-досуговый центр «Орбита». Москва           
2021
«Очарованный странник» Колледж геодезии и картографии МИИГАиК, Москва      
2020
Персональная выставка живописи. Академия ФСБ России. Москва
Персональная выставка в рамках российско-греческого проекта «Защита окружающей среды. Безопасность труда», Москва, Учебно-исследовательский центр Московской федерации профсоюзов.
Персональная выставка живописи. Академия Гражданской защиты МЧС России, Институт развития, МО Новогорск
«Очарованный странник». Московская городская Дума.
Персональная выставка живописи. Академия Гражданской защиты МЧС России, Институт развития, МО, Новогорск
2019
«Очарованный странник» Cercle Munster. Grand Duche de Luxembourg (Великое Герцогство Люксембург). При поддержке Посольства РФ в Великом Герцогстве Люксембург
«Очарованный странник». Москва, Центральный Дом художника, зал №14
2018
«Очарованный странник». Московская городская Дума.
Персональная выставка живописи. Москва, Центральный Дом художника, зал №11
«Зимнее солнце». Колледж геодезии и картографии МИИГАиК. Москва
2016
Персональная выставка, в рамках празднования Дня России. Посольство Российской Федерации в Великом Герцогстве Люксембург
«Le Charme du Luxembourg». Cercle Munster. Grand Duche de Luxembourg (Великое Герцогство Люксембург). При поддержке Посольства РФ в Великом Герцогстве Люксембург
2015
Персональная выставка живописи. Академия ФСБ России Москва
2014
«Российско-Люксембургский ландшафт Виктора Лукьянова», в рамках празднования Дня России. Посольство Российской Федерации в Великом Герцогстве Люксембург
«Очарование Люксембурга», в рамках декады российской культуры в Люксембурге. Посольство Российской Федерации в Великом Герцогстве Люксембург
2013
«Очарованный странник». Выставочный зал Российского центра науки и культуры в Люксембурге . Организатор: Ассоциация «Люксембург-Россия – Культурный Центр им. А.С. Пушкина
«Время свиданий». Культурный центр Московского государственного университета природоустройства. Москва
«Между небом и землей». Академия управления МВД России,  г. Москва,
2012
«Дорогая моя столица». Организатор: Московский дом национальностей Москва
Персональная выставка живописи. Академия ФСБ России Москва
2011
«Московские каникулы». Организатор: Российский Центр науки и культуры в Париже. В рамках 10-й Недели иностранных культур в Париже        
«Скандинавские мотивы», НБ «Траст». Национальный Банк «Траст». Москва
«Париж», НБ «Траст». Национальный Банк «Траст». Москва
«Несбывшееся - воплотить». Красногорская картинная галерея г. Красногорск МО
«Живописный мир Виктора Лукьянова». Москва, Выставочный зал МОСХ России
«Россия - Родина моя». Пограничная Академия ФСБ РФ, г. Москва
2010
«Жизнь прекрасна». Москва, Префектура ЦАО
«Москва - Париж», посвященная Году Франции. Фойе зала заседаний Московской городской Думы, Москва
«Россия – Родина моя». Московский Кремль, здание Администрации Президента Российской Федерации. Управление делами Президента Российской Федерации
«Парижские каникулы». Москва, Дипломатическая академия МИД России.
Персональная выставка живописи. Институт Коммерции и Права (на Таганке). Москва
2009
Персональная выставка, посвященная Году Франции. Московское объединение художников «Международный Художественный Фонд». Москва
«Свет Франции», посвященная Году Франции в России. Выставочный зал Академии Управления МВД РФ.
«Я люблю тебя, Россия». МУ Культурный Центр «Дом Озерова», г. Коломна.
2008
«На пути к тишине» Центральный Дом художника. Москва, Крымский вал, 10, зал №5.
«На пути к тишине». Академия управления МВД России, Москва
2007
«Несбывшееся воплотить» Библиотека-Фонд «Русское Зарубежье», г. Москва
«Очарованный странник»  «Международный Художественный Фонд». Москва
2006
«Краски Финляндии» Российский центр науки и культуры (РЦНК) в г. Хельсинки. Организатор: Росзарубежцентр.
«С КИСТЬЮ ПО ЖИЗНИ». Москва, Пограничная Академия ФСБ.
2005
“REGENBOGEN UBER DUSSEL”. Gasthaus “Armer Ritter” in der Wasserburg. Wulfrath (Dussel) Dorfstrasse
Персональная выставка живописи. Франция. International Stella Galerie. 19, avenue de Segur, 75007 Paris
“LUMIERES. France - Russie”. Российский центр науки и культуры в Париже. Организатор: Росзарубежцентр
“HERBST IN DUSSEL”. Германия. Gasthaus “Armer Ritter” in der Wasserburg. Wulfrath (Dussel) Dorfstrasse, 7
2004
«ВЕЛИКОЕ В МАЛОМ» (“Grandeur en Miniature”). Культурный Центр им. А.С. Пушкина, г. Люксембург. Организатор: Ассоциация «Люксембург-Россия – Культурный Центр им. А.С. Пушкина» совместно с Представительством Росзарубежцентра в Люксембурге
«РУССКИЙ РОМАНТИК–ОЧАРОВАНИЕ КЛОППЕНБУРГА» Foyer des Kreishauses Cloppenburg (Eschstr. 29, 49661 Cloppenburg). Организатор – Landkreis Cloppenburg (Германия)
«ВЕЛИКОЕ В МАЛОМ». Мэрия города Москвы
Персональная выставка живописи. Российский Культурный дом науки и культуры в Берлине Организатор: Росзарубежцентр, Москва
«МИР БЕЗ ГРАНИЦ». Информационный центр ООН в Москве. Москва
Персональная выставка живописи. Центр славянской музыки, г. Москва
Персональная выставка живописи. Московская городская Дума
Персональная выставка живописи. Выставочный зал Академии Управления МВД РФ. Москва
Персональная выставка живописи «С МИРУ ПО НИТКЕ». Государственное учреждение культуры города Москвы Государственный выставочный зал «Галерея Нагорная». Москва
2003
Персональная выставка живописи «РОМАНТИЗМ ПО-РУССКИ» (участник 2-й Недели культур зарубежных стран в Париже). Российский центр науки и культуры в Париже. Организатор: Росзарубежцентр
2002
Персональная выставка живописи «ОЧАРОВАНИЕ СТОЛИЦЫ», посвященная Дню города  Филиал Государственного Центрального Театрального музея им. А.А. Бахрушина – театральная галерея на Малой Ордынке
2001
Персональная выставка живописи. Museo de Zaragoza. Испания, г. Сарагоса
«МОЙ XX ВЕК». МВД РФ Академия Управления
«МОЙ XX ВЕК». Государственное учреждение культуры города Москвы. Государственный выставочный зал «Галерея Нагорная». Москва
2000
Персональная выставка живописи «ЛЕТОПИСЬ СТОЛЕТИЯ». Малоярославецкая картинная галерея «Перспектива». Калужская область, г. Малоярославец
1999
Персональная выставка живописи. ГВЗ «Творчество», г. Москва Под патронажем Комитета по делам национальностей Государственной Думы РФ
Персональная выставка живописи «МОСКВА: ЛИКИ И ЛИЦА» . Федеральное собрание, Парламент РФ Государственная Дума. Организатор – Комитет по делам национальностей
Персональная выставка живописи. Фойе Красного зала кинотеатра «Зарядье». Москва
1997
Персональная ретроспективная выставка, посвященная 850-летию Москвы.  ВО Центральный Дом Художника, залы 19, 20, 21. Москва,
1995
«НЕ ХЛЕБОМ ЕДИНЫМ». Международный славянский культурный центр. Москва,
1991
«ОСЕНЬ НА ДУНАЕ». Дом культуры «Васил Живков», г. Кула, Болгария. Организатор: Администрация г. Кула
Персональная выставка живописи и графики. Городская картинная галерея «Импрессия» Болгария, г. Видин
1990
Персональная выставка живописи. Фойе кинотеатра «Спартак», г. Павлово-на-Оке. Организатор: горком партии
1989
Персональная выставка живописи. Дом культуры ВМЗ г. Сопот, Болгария. (22 живописные работы подарены автором Дому культуры ВМЗ в качестве постоянной экспозиции, посвященной г. Сопоту)
Персональная выставка живописи. Фойе Администрации Завода «Кочо Честеменски», г. Пловдив, Болгария
Персональная выставка живописи. Картинная галерея Дома культуры «Иван Вазов», г. Сопот Болгария
Персональная выставка живописи. Зал Дома культуры профсоюзов «СТЕПАН КАРАДЖИЕВ» Болгария, г. Пловдив
1988
Персональная выставка живописи, посвященная 1000-летию крещения Руси. Галерея Красного зала кинотеатра «Зарядье». Москва, Москворецкая наб., 1
Персональная выставка живописи, посвященная 1000-летию крещения Руси. Городской выставочный зал «Дом Озерова», г. Коломна
«ОДИН МЕСЯЦ В ТУРКМЕНИИ». Фойе кинотеатра «Октябрь», г. Ашхабад, Туркмения
1987
Персональная выставка живописи и графики. Историко-краеведческий музей г. Зеленоград,
1985
Персональная выставка живописи. Всесоюзный научно-исследовательский институт мясной промышленности, г. Москва
1984
Персональная выставка живописи. Детский Дом №3 Октябрьского района г. Москвы

### Групповые выставки
2021
Участник и лауреат 1-й степени в номинации «Портрет» ежегодной выставки-конкурса им. В.Е. Попкова МО, Мытищи, Мытищинский историко-художественный музей. Организатор: РОО Московское объединение художников «Международный художественный фонд»
Организатор и участник выставка экспертов Конкурса-пленэра «Старая Москва» - «ВДОХНОВЛЕННЫЕ МОСКВОЙ», ГБУ «Московский Дом национальностей»
Участник выставки «Уникальная Россия», экспозиция Международного художественного Фонда. Москва, Гостиный Двор
2020
Участник выставки «Масленица». Организатор: ГБУ «Московский дом национальностей» при поддержке ТО «Новые передвижники».
2019
Участник и член жюри ежегодной выставки-конкурса им. В.Е. Попкова. Город Мытищи, Мытищинский историко-художественный музей. Организатор: РОО Московское объединение художников «Международный художественный фонд»
2018
Организатор и участник выставка призеров московского конкурса-пленера «Старая Москва». Московская городская Дума.
2017
Организатор и участник Юбилейной выставки академиков РАХ «Москва и москвичи» Московский Дом национальностей При поддержке РАХ
Участник выставки победителей московского конкурса-пленера «Старая Москва». Московская городская Дума.
ART SPRINGS ETERNAL IN BIG CANOE, Участник выставки и победитель Конкурса. Big Canoe, Georgia, США
2016
Международная выставка ART CANTON 2016. Canton International Art and Collection Fair (Autumn) Гуанчжоу, КНР/Guanzhou Poly World Trade Center Expo. Российский стенд: галерея русской живописи «1991 Art Space»
33th Salon International Art  de Peinture et sculpture de Vittel 2016 (France). 56 Grande Rue F 54740 Lemainville
Международный конкурс акварели «Sosthène Weis» Luxembourg Vieille Ville. Под патронажем Министерства культуры Люксембурга
Международная выставка ICIF, г. Шэньчжэнь, КНР. Павильон «Россия» — галерея русской живописи «1991 Art Space»
Международная выставка -Guangzhou International Art Fair (Autumn). Гуанчжоу, КНР Российский стенд: галерея русской живописи «1991 Art Space»
2015
Международная выставка -The 20th Guangzhou International Art Fair (Autumn) Гуанчжоу, КНР. Российский стенд: галерея русской живописи «1991 Art Space
Открытие Выставочного зала русской живописи в Гуанчжоу (КНР) Галерея «1991 Art Space», участник выставки. Гуанчжоу, КНР
Участник выставки «Дорогая моя столица», посвященной празднованию Дня города. ВЗ МСХ
Участник выставки «Крымские истории. Избранное». Общественная Палата РФ
Участник выставки «70-летие Великой Победы». Академия Управления МВД РФ
Участник выставки «Крымские истории. Избранное». Министерство культуры РФ
Участник выставки «Крымские истории». Московский Дом архитектора.
 Участник выставки «Рождество на Беговой». Выставочный центр МОСХ России. Москва
2014
Участник выставки «Современное реалистическое искусство» Выставочные залы МХФ. Москва Организатор: Международный художественный фонд
Участник и спонсор Благотворительного Русского Бала в Люксембурге под патронажем вице-премьера, министра экономики Люксембурга Э. Шнайдера и Посла РФ в Люксембурге М.Энтина. Cercle Cité. Luxembourg
2013
Участник выставки «Москва и москвичи». Выставочный Центр МОСХ России. Москва
Участник выставки «Русское реалистическое искусство» Центральный Дом учёных, г. Москва. Организатор: Международный художественный фонд, Московское объединение художников МХФ
Участник выставки «Рождество на Беговой». Выставочный центр МОСХ России. Москва
Участник выставки «Зимний вернисаж». Выставочные залы МХФ Москва.Организатор: Международный художественный фонд
2012
Участник выставки «Москва и москвичи». Выставочный Центр МОСХ России. Москва
Участник ежегодной IX выставки-конкурса им. В.Е. Попкова. Москва, Московский Дом кино Организатор: «Международный художественный фонд»
Участник выставки «Рождество на Беговой». Выставочный центр МОСХ России. Москва
2011
Участник академической передвижной выставки «Могучий русским духом», посвященной 300-летию со дня рождения М.В. Ломоносова. МУ Культурный Центр «Дом Озерова». МО, г. Коломна
Участник выставки «Палитра реальности». Организатор: ТО «Новые передвижники», ТрансКредитБанк. Новосибирский государственный краеведческий музей, г. Новосибирск
Участник выставки «Палитра реальности». Организатор: ТО «Новые передвижники». ТрансКредитБанк, г. Саратов
Участник выставки «Юг России». ГБУ«Московский Дом национальностей». Организатор: Российская Академия Художеств
Участник выставки «Юг России». Москва, ЦДХ, 5 зал. Организатор: Российская Академия Художеств
2010
Участник выставки «Франция – Россия». Дом правительства Российской Федерации. Москва, Краснопресненская наб., д.2. Организатор: Международный художественный фонд
Участник издательского и выставочного проекта «Российское Искусство: Возрождение» Москва, ММДЦ «Москва – Сити», Деловой комплекс «Федерация», Арт-галерея (2 этаж)
Участник выставки «Масленица» (Международная академия творчества и Российская Академия Художеств). ГБУ «Московский Дом национальностей». Организатор: Региональная общественная организация «Русско-греческий творческий союз художников»
Участник выставки «Православные образы России» Программы «Территория культуры Росатома». Организаторы: Международный художественный фонд и ГК «Росатом». Россия, г. Озерск
2009
- «Свет Франции» — декабрь, 2009 / Россия, Москва. Международный Художественный Фонд
- «Свет Франции» — ноябрь, 2009 / Россия, Москва. Выставочный Зал Академии Управления МВД РФ
- 1-й Международный салон искусств «Путь Единства». Дипломант. — с 25 декабря 2008 года по 7 января 2009 года / Центральный Дом Художника, Москва
- Участник выставки «Православные образы России» Программы «Территория культуры Росатома». Организаторы: Международный художественный фонд и  ГК «Росатом» Россия, г. Заречный. Участник выставки «Православные образы России» Программы «Территория культуры Росатома». Организаторы: Международный художественный фонд и  ГК «Росатом» Россия, г. Саров.  Участник выставки «Автопортрет» Международный художественный фонд. Москва

2008
Участник 1-го Международного салона искусств «Путь единства» Центральный Дом художника. Москва, Крымский вал, 10, зал №8.
Выставка «Русский перекресток Монмартра». Участник VII Недели иностранных культур в Париже. Российский центр науки и культуры в Париже. Организатор: РЦНК в Париже.
2007
Участник выставки художников Международной Академии Творчества: «Духовное Единение» Академия управления МВД России.  Москва. Организатор: Международная Академия Творчества.
Участник ежегодной V выставки-конкурса им. В.Е. Попкова Москва, Московский Дом кино. Организатор: РОО Московское объединение художников «Международный художественный фонд»
Участник выставки «Земля Православная». Москва, Министерство атомной промышленности Организатор: РОО Московское объединение художников «Международный художественный фонд».
Участник выставки художников Международной Академии Творчества Центральный Дом учёных РАН, г. Москва. Организатор: Международная Академия Творчества.
Участник выставки «Осенняя музыка цвета». (Международная академия творчества и Российская Академия Художеств). ГБУ «Московский Дом национальностей». Организатор: Региональная общественная организация «Русско-греческий творческий союз художников».
Участник выставки «Святыни Ярославской земли». Город Углич. Организатор: РОО Московское объединение художников «Международный художественный фонд».
Участник выставки «В мире вечных истин». Государственная Дума Федерального Собрания Российской Федерации. Москва
Участник «Рождественской выставки» художников издательства «Наш Изограф» Государственный выставочный зал «На Каширке». Москва
Участник выставки «Рождество на Беговой». Выставочный Центр МОСХ России. Москва
Участник выставки «Рождественский Альбом» лучших художников ГВЗ «На Нагорной» Государственный выставочный зал «На Нагорной».  Москва
2006
Участник выставки «КАРТИНЫ ДВАДЦАТЬ ПЕРВОГО ВЕКА» Выставочный Центр МОСХ России. Москва,
Участник ежегодной итоговой выставки-конкурса им. В.Е. Попкова. Международный Художественный Фонд. Москва, Московский Дом кино.
Участник выставки «Осенняя Москва» художников издательства «Наш Изограф» Государственный выставочный зал «Выхино». Москва
Участник выставки автопортретов «Москва и москвичи», посвященной Дню города. Выставочный Центр МОСХ России. Москва
2005
Участник выставки-форума «Культурная реальность Подмосковья», посвященной Году культуры в МО. Москва, МВЦ «Крокус-Экспо»
Участник выставки художников издательства «Наш Изограф». Москва, Культурный центр ВС РФ
2004
Участник итоговой выставки-конкурса им. Виктора Попкова. Болгарский культурный центр в Москве Организатор: Международный Художественный Фонд при участии и поддержке Посольства Республики Болгария
Участник выставки Портретов. Залы Дома Правительства РФ. Организатор: Международный Художественный фонд
Участник выставки «МОСКВА – ТРЕТИЙ РИМ». Музей Храма Христа Спасителя, филиал Музея истории города Москвы
2003
Участник выставки «Рождественские мотивы» в рамках проекта «Традиционные вернисажи ГУ МДН». ГУ «Московский дом национальностей». Москва, Новая Басманная ул., д. 4
Участник и организатор выставки «Живопись российских художников в собрании В.Ю. Зорина» в рамках проекта «Национальные традиции в классическом и современном искусстве» ГУ «Московский дом национальностей». Москва
Участник выставки живописи, графики художников Узбекистана и России, посвященной Дню независимости Республики Узбекистан. Москва, Залы Посольства Узбекистана в РФ. Организатор: Международный Художественный Фонд
Участник Пасхальной выставки. Залы Международного Художественного Фонда, Москва
Участник Рождественской  выставки художников издательства «Наш Изограф». Государственный выставочный зал «На Каширке». Москва
2002
Организатор и участник совместной выставки российских и французских художников (совместно с Отделом Культуры Департамента Нормандии). Chateau de Rouville, Orglandes, Normandy; Vieux-Chateau a Bricquebec, Normandy (Музей г. Брикбек)
Участник выставки художников издательства «Наш Изограф»: «8 лет вместе». Москва, Российский Фонд Культуры
Участник выставки московских художников «Нормандия – Россия». Дом Дружбы Народов, Москва
2001
Участник выставки московских художников. «Россия - Нормандия». Франция, Нормандия, Мэрия г. Валонь. Совместно с Департаментом Культуры г. Валонь, Нормандия
Лауреат XXVI конкурса живописи (de pintura rapida)  «CUIDAD DE LEON» (Премия Академии “Santos”) Испания, г. Леон. Организатор – Academia de Bellas Artes “Santos”
Лауреат V конкурса «de pintura al aire libre CASCO HISTORICO 2001» (Вторая премия). Испания, г. Сарагоса Организатор:Junta Municipal Casco Historico Ayuntamiento de Zaragoza
Участник выставки «Имена в искусстве» художников издательства «Наш Изограф» Государственный выставочный зал «Тушино». Москва
Участник традиционной весенней выставки московских художников. Центральный Ордена Дружбы Народов Дом работников искусств, г. Москва Организатор : ЦДРИ и редакция газеты «Наш Изограф»
1999
Участник выставки православных художников «ПУТЬ К ХРАМУ». Музей Храма Христа Спасителя. Организатор – Музей истории города Москвы
1997
Участник юбилейной выставки – праздника «Вся Москва», посвященной 850-летию Москвы ГАО Всероссийский выставочный центр, пав. «Культура»